# Cortodera subpilosa
Cortodera subpilosa är en skalbaggsart som först beskrevs av Leconte 1850.  Cortodera subpilosa ingår i släktet Cortodera och familjen långhorningar. Inga underarter finns listade i Catalogue of Life.